# Bahnhof Aumühle
Der Bahnhof Aumühle ist ein Bahnhof der Deutschen Bahn in der Gemeinde Aumühle an der Bahnstrecke Berlin–Hamburg. Er ist östlicher Start- bzw. Endbahnhof der Linie S2 der S-Bahn Hamburg von und zum Bahnhof Hamburg-Altona.

## Lage
Der Bahnhof befindet sich am nördlichen Rand von Aumühle. Der Zugang ist ausschließlich durch den Haupteingang des denkmalgeschützten Empfangsgebäudes möglich, allerdings ist dieser von zwei Seiten zu erreichen, da er an einer Fußgängerbrücke liegt, die die beiden Enden der Bahnhofstraße verbindet. Die Adresse des Bahnhofs ist Bahnhofstraße 1.

## Geschichte

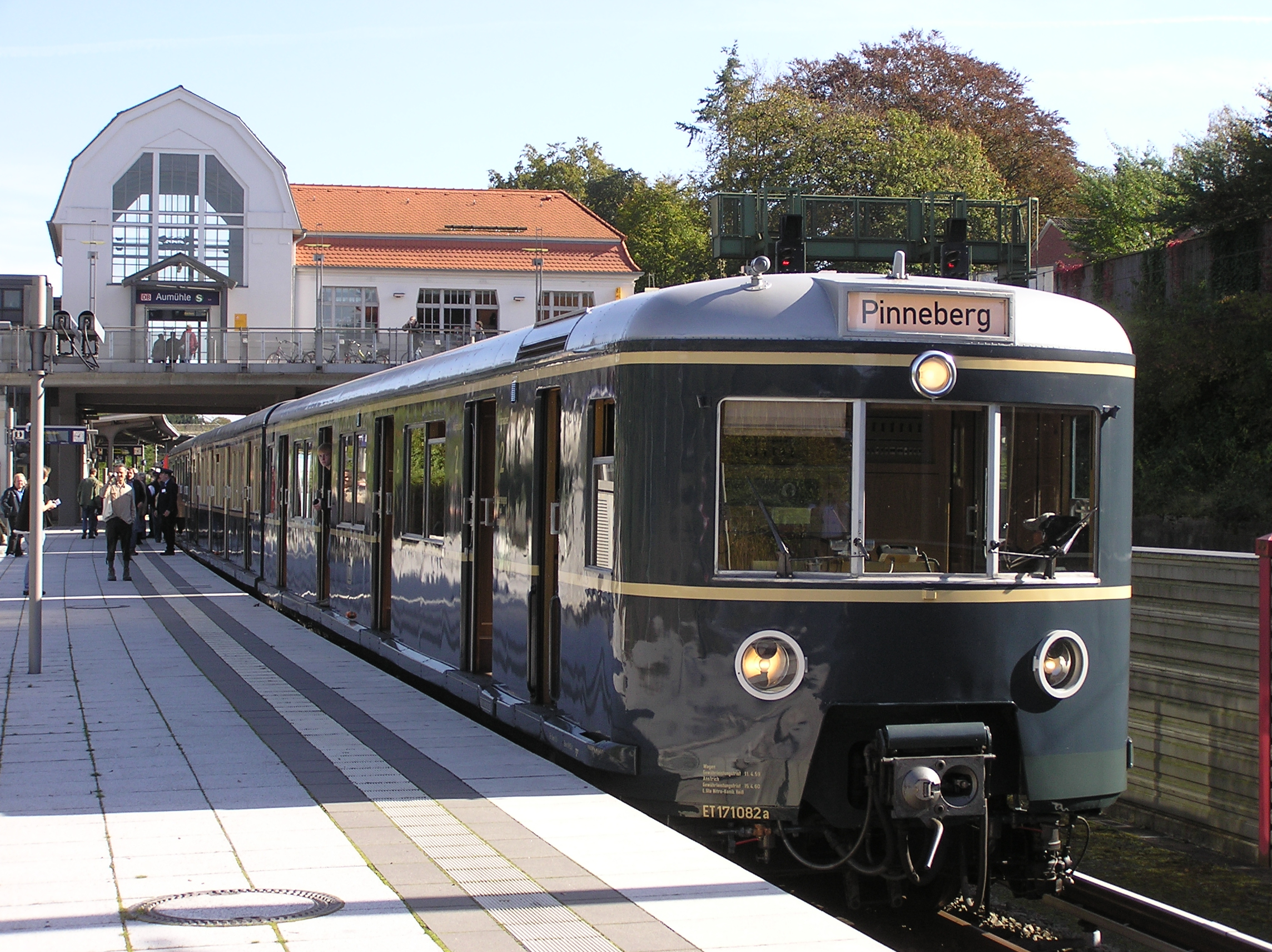
Historische S-Bahn im Bahnhof Aumühle

Den ersten Bahnverkehr durch Aumühle gab es 1846 im Rahmen der Eröffnung der Berlin-Hamburger Bahn. Zu diesem Zeitpunkt gab es noch keinen Bahnhof in Aumühle, lediglich im benachbarten Friedrichsruh hielten ab 1850 Züge. 1884 wurde der erste Halt für Züge in Aumühle eingerichtet. Damals handelte es sich um einen einfachen Haltepunkt mit zwei Seitenbahnsteigen. 1909 erfolgte der Ausbau zu einem viergleisigen Bahnhof, um dort Vorortzüge aussetzen zu können. Dabei entstand hinter dem Bahnhof eine viergleisige Abstellanlage mit angeschlossenem Lokschuppen, um dort Züge abzustellen. Die Abstellanlage wird bis heute zum Abstellen von S-Bahnen verwendet, der Lokschuppen wird seit 1971 von dem Verein Verkehrsamateure und Museumsbahn als Museum benutzt. Gleichzeitig entstand das bis heute in seiner Bauform in Norddeutschland einzigartige Empfangsgebäude.
Nach dem Zweiten Weltkrieg ging der Fernverkehr auf der Berlin-Hamburger Bahn durch die Grenze zwischen der Bundesrepublik Deutschland und der Deutschen Demokratischen Republik stark zurück, lediglich einige Transitzüge zwischen Hamburg und Berlin verkehrten auf der Relation. Der Vorortverkehr, der nach dem Zweiten Weltkrieg weiterhin mit Dampfzügen abgewickelt wurde, erlebte hingegen durch zahlreiche aus Hamburg herausgezogene und sich im Umland ansiedelnde Menschen einen großen Aufschwung. Daher ersetzte man die Dampfzüge ab 1958 zwischen Berliner Tor und Bergedorf durch eine neue S-Bahn-Linie. Da der Fernverkehr auf der Strecke sehr gering war, verkehrte diese auf den mit Stromschienen versehenen Fernbahngleisen. Zwischen Bergedorf und Aumühle/Büchen wurde der Verkehr zunächst weiterhin mit Dampf- und Dieselzügen abgewickelt.

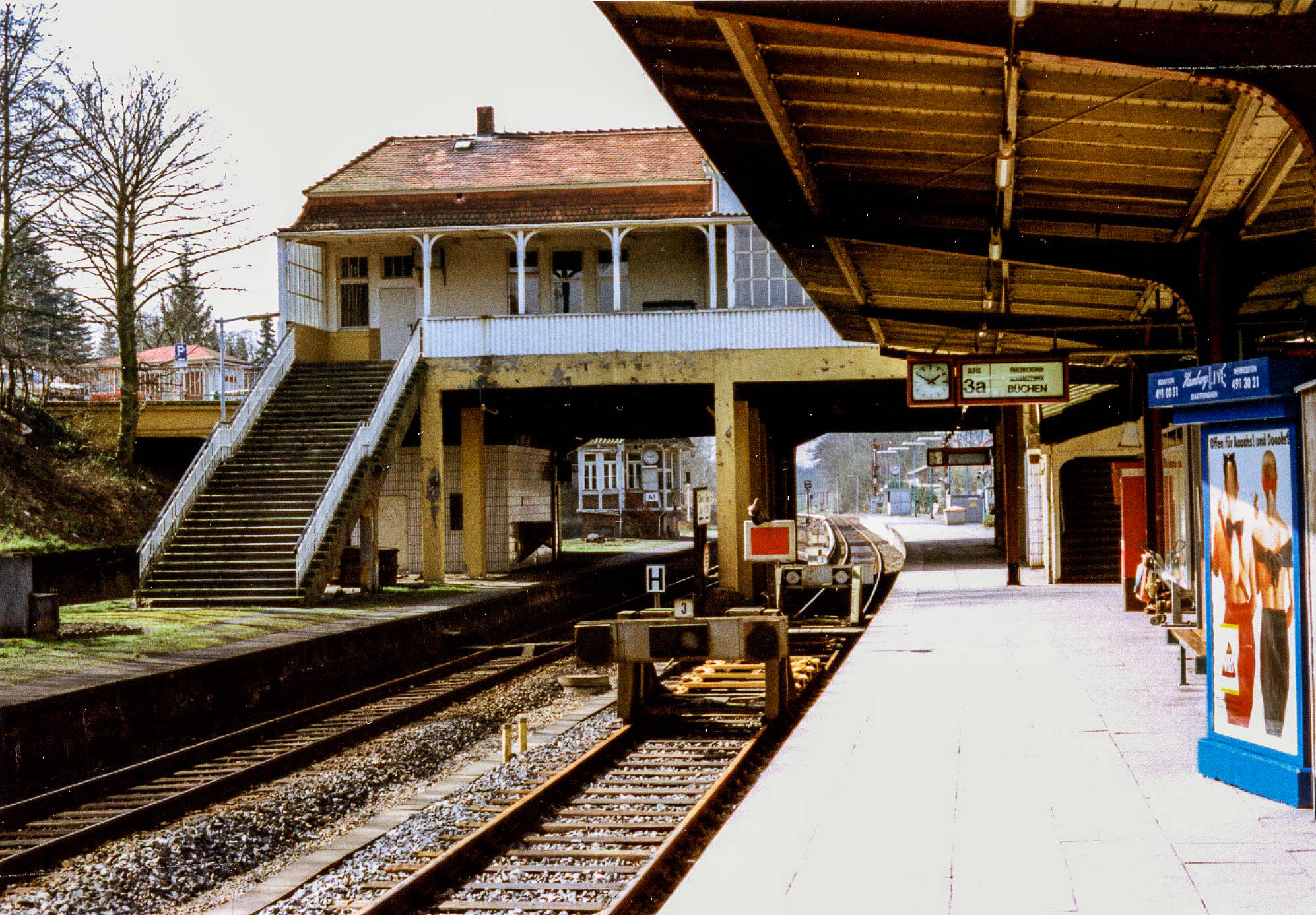
Gleis 3a. Links der ehemalige Fernbahnsteig (1989)

1969 erfolgte eine Verlängerung der Stromschiene von Bergedorf bis nach Aumühle, ebenfalls an den Gleisen der Fernbahn, dabei wurden einige Umbauten am Bahnhof vorgenommen. Der südliche der beiden Bahnsteige, der ursprünglich für den Durchgangsverkehr diente, wurde stillgelegt, die beiden südlichen Gleise wurden zu reinen Durchfahrtsgleisen. Auf ihnen verkehrten die Transitzüge von und nach Berlin. Der nördliche Bahnsteig, der vorher zum Aussetzen von Vorortzügen diente, wurde zum Endbahnhof der S-Bahn. Während auf Gleis 4 die S-Bahnen aus Richtung Elbgaustraße (früher Pinneberg) aussetzen, wurde Gleis 3 in der Mitte, auf Höhe des Empfangsgebäudes, geteilt und mit Prellböcken versehen. Der westliche Abschnitt diente für Verstärker der S-Bahn, der östliche Teil den zwischen Büchen und Aumühle pendelnden Regionalbahnen als Abfahrtsgleis. Diese fädelten sich östlich des Bahnhofs in die Fernbahnstrecke ein. So war ein Umsteigen zwischen S-Bahn und Regionalbahn möglich, ohne den Bahnsteig wechseln zu müssen.

Gleisplan des Bahnhofes (Stand: 2015), Grün: S-Bahngleise, Schwarz: Fern-/Regionalbahngleise

Nach der deutschen Wiedervereinigung änderten sich die Verhältnisse, die Strecke Hamburg–Berlin sollte nun für den ICE-Verkehr genutzt werden. Daher wurde die S-Bahn zwischen Berliner Tor und Aumühle auf eigene Gleise verlegt. Aus diesem Grund ruhte der S-Bahnverkehr in Aumühle von 1994 bis 2002, während er zwischen Berliner Tor und Bergedorf während der Umbauarbeiten weiterlaufen konnte. Stattdessen gab es von Bergedorf aus einen Ersatzverkehr mit Dieseltriebzügen. Bei den Umbauarbeiten wurde zwischen Bergedorf und Wohltorf eine zweigleisige Strecke für die S-Bahn neben die bestehende Fernbahnstrecke gebaut, zwischen Wohltorf und Aumühle war nur Platz für ein Gleis. Des Weiteren wurden Bahnübergänge auf der Strecke beseitigt. Die Reste des südlichen Bahnsteiges an der Fernbahnstrecke wurden vollständig abgetragen und die Fernbahngleise für den Hochgeschwindigkeitsverkehr ertüchtigt. Seit 2002 fährt die S-Bahn nach Ende der Arbeiten wieder nach Aumühle. Das Bahnhofsgebäude steht heute unter Denkmalschutz.
Mit dem Fahrplanwechsel am 10. Dezember 2017 entfiel die Regionalbahn zwischen Aumühle und Büchen, der Bahnhof Aumühle wurde damit zum reinen S-Bahn-Halt. Alle Regionalzüge von Hamburg in Richtung Büchen fahren durch Aumühle über die Fernbahngleise ohne Bahnsteige.
Im Rahmen des Projekts Digitale S-Bahn Hamburg wurden im Jahr 2021 die Gleise der S-Bahn mit Eurobalisen nachgerüstet um hochautomatisierte Fahrten mit ATO over ETCS zwischen Berliner Tor und Aumühle zu ermöglichen.

## Ausstattung

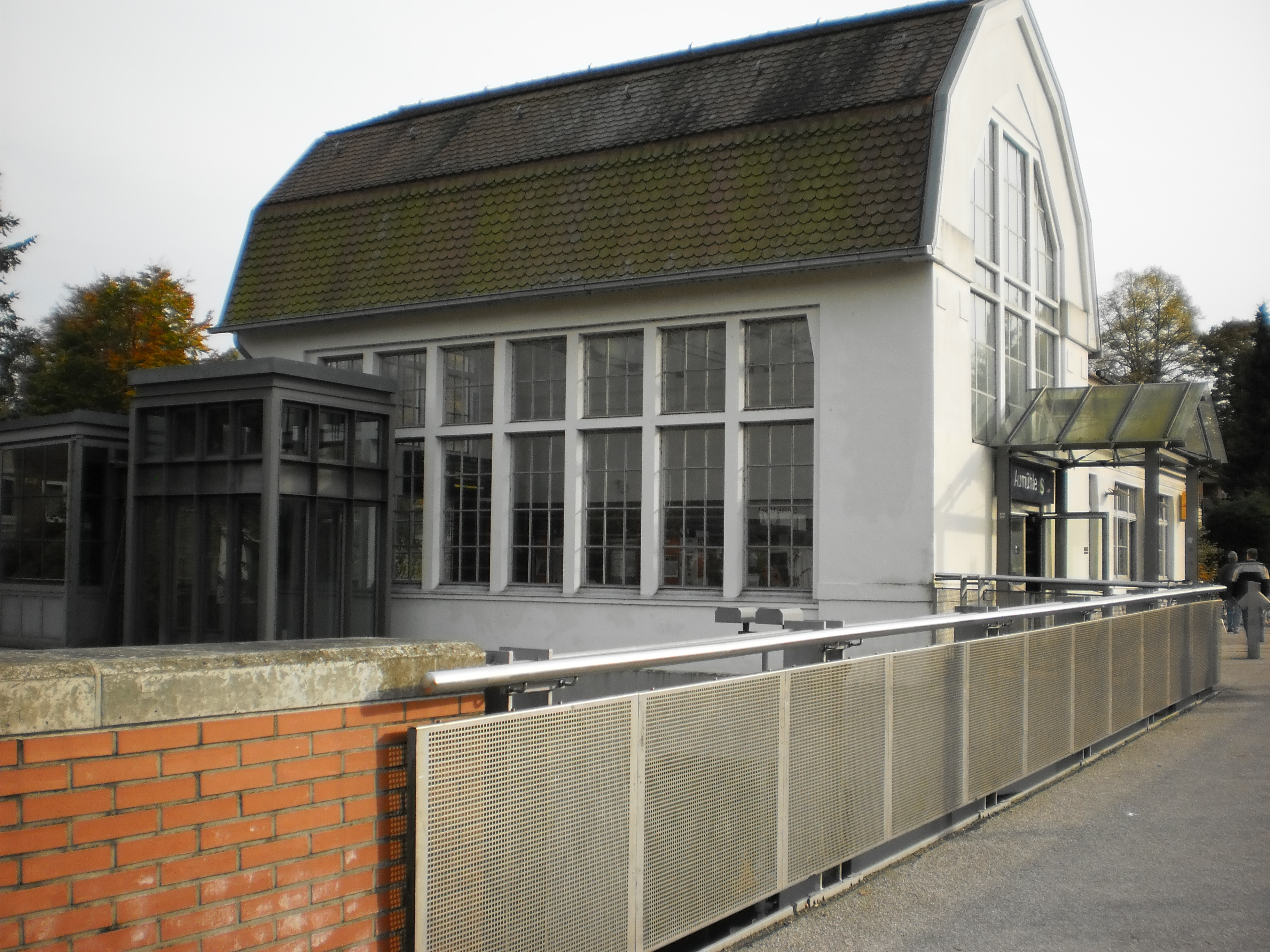
Eingang zum Bahnhofsgebäude über die Fußgängerbrücke

Der Bahnhof verfügt über einen überdachten Mittelbahnsteig und ein Bahnhofsgebäude. Der Zugang zum Bahnsteig erfolgt über eine Brücke, die im Bereich des Bahnhofs mittlerweile für den Autoverkehr gesperrt ist. Der Zugang zu den Bahnsteigen ist mit dem Fahrstuhl barrierefrei möglich.
Im Bahnhofsgebäude ist ein Kiosk untergebracht, der eine Post-Agentur mitbetreibt. Die Haltestelle verfügt über 80 Park-and-Ride-Parkplätze sowie 120 Bike-and-Ride-Parkplätze.
An der nebenan gelegenen Emil-Specht-Allee befindet sich eine Bushaltestelle, die von den Linien 237, 433, 735 und 8820 angefahren wird. Außerdem ist am Bahnhof ein Taxi-Haltepunkt.
Östlich des Bahnhofs befinden sich Abstellgleise für Züge der S-Bahnen sowie das Eisenbahnmuseum Lokschuppen Aumühle mit historischen Eisenbahnfahrzeugen.

## Betrieb
Der Bahnhof Aumühle ist Start- und Endbahnhof der S-Bahn-Linie S2 zwischen Aumühle und Altona. Zwischen 5:46 Uhr und 8:26 Uhr sowie von 15:06 Uhr bis 20:06 Uhr verkehrt die Bahn im 10-Minuten-Takt, davor und danach nur alle 20 Minuten (06, 26, 46). Am Wochenende verkehrt die S2 zwischen Aumühle und Bergedorf von 4:06 Uhr bis 0:06 Uhr im 20-Minuten-Takt. Im Nachtverkehr wird der Bahnhof stündlich bedient.
Der Regionalbahnsteig, der nur aus Richtung Büchen angefahren werden kann, ist seit Dezember 2017 ohne Verkehr.
2018 gab es täglich (Montag–Freitag) durchschnittlich etwa 2.800 ein- oder aussteigende S-Bahn-Fahrgäste pro Tag.
| Linie | Verlauf |
| ----- | --- |
| S 2   | Altona – Holstenstraße – Sternschanze – Dammtor – Hauptbahnhof – Berliner Tor – Rothenburgsort – Tiefstack – Billwerder-Moorfleet – Mittlerer Landweg – Allermöhe – Nettelnburg – Bergedorf – Reinbek – Wohltorf – Aumühle |

Gelegentlich wird der Bahnhof für Fahrten mit historischen Museumsbahnen genutzt, die auf der S2-Linie verkehren.